# Gustav Oehrli
Gustav Oehrli (ur. 2 maja 1962) – szwajcarski narciarz alpejski. Nie startował na igrzyskach olimpijskich. Zajął 7. miejsce w kombinacji mistrzostwach świata w Schladming. Jego najlepszym sezonem w Pucharze Świata był sezon 1985/1986, kiedy to zajął 21. miejsce w klasyfikacji generalnej, a w klasyfikacji kombinacji był szósty.

## Sukcesy

### Puchar Świata

#### Miejsca w klasyfikacji generalnej
- 1981/1982 – 30.
- 1985/1986 – 21.
- 1986/1987 – 67.
- 1987/1988 – 69.
- 1988/1989 – 35.
- 1989/1990 – 97.

#### Miejsca na podium
1. Morzine – 7 lutego 1986 (zjazd) – 2. miejsce
2. St. Anton am Arlberg – 7 lutego 1986 (kombinacja) – 3. miejsce
3. Wengen – 21 lutego 1986 (kombinacja) – 3. miejsce